# Anizogamia

Anizogamia:
A – obie gamety mają wici
B – tylko gameta męska ma wici (oogamia)
C – żadna gameta nie ma wici

Anizogamia, heterogamia – typ rozmnażania płciowego polegający na łączeniu się gamet zróżnicowanych wielkością (z powodu różnej ilości zgromadzonych w nich materiałów zapasowych), kształtem lub zdolnością ruchu (np. obecnością wici). Komórka żeńska (makrogameta) jest zwykle większa niż męska (mikrogameta). Anizogamia jest jedną z dwóch rodzajów gametogamii lub gametangiogamii. Jej przeciwieństwem jest izogamia.
Termin anizogamia stosowany zwykle do opisu biologii glonów i grzybów.